# بيل أودونيل
بيل أودونيل (بالإنجليزية: Bill O'Donnell)‏ هو سائق سباق أمريكي، ولد في 4 مايو 1948 في Springhill, Nova Scotia ‏ في كندا.